# 船底座V399
船底座V399，又名CP-57 3256，HD 90772、SAO 238077、HR 4110，是船底座的一颗恒星，视星等为4.66，位于銀經284.59，銀緯0.01，其B1900.0坐标为赤經10h 23m 40.9s，赤緯-57° 0.01′ 43″。